# Alexi Ivanov
Alexi Ivanov (n. 22 octombrie 1922, Lăstuni, Tulcea – d. 9 iunie 1997, Sofia, Bulgaria) a fost un politician bulgar de origine română, activ în perioada 1945 - 1989,
Numele la naștere a lui Alexei Ivanov fusese Alexe Bădărău, partea sa paternă fiind românească, respectiv partea sa maternă fiind de origine greacă și bulgară.

## Biografie
Alexi Ivanov s-a născut pe 22 octombrie 1922 în localitatea Lăstuni din Județul Tulcea. În 1940 a emigrat în Bulgaria, în localitatea Tervel.
În 1940 după acceptarea sa în Bulgaria și-a schimbat numele din Alexe Bădărău în Alexi Ivanov Vassilev.

## Funcții deținute
- Ministrul  Agriculturii și Padurilor din Bulgaria (24 martie 1986 - 19 decembrie 1988);
- Viceprim ministru al  Guvernului din Bulgaria (1986 - 1987);
- Secretar al Prezidului Permanent al Uniunii Bulgare Agrare (1 decembrie 1976 - 2 decembrie 1989);
- Membru permanent al Parlamentului bulgar;
- Președinte al subcomisiei pentru agricultură a guvernului bulgar în dialogul român-bulgar  despre proiecte comune în agricultură (anii 1987 - 1988);
- A vizitat oficial România în anii 1965, 1972, 1975, 1984, 1987, 1988 și 1989.